# Rina Nabeshima
Rina Nabeshima (jap. 鍋島 莉奈, Nabeshima Rina; * 16. Dezember 1993) ist eine japanische Leichtathletin, die sich auf den Langstreckenlauf spezialisiert.

## Sportliche Laufbahn
Erste internationale Erfahrungen sammelte Rina Nabeshima bei den Weltmeisterschaften in London 2017, bei denen sie im 5000-Meter-Lauf mit 15:11,83 min in der ersten Runde ausschied. Im Jahr darauf nahm sie erstmals an den Asienspielen in Jakarta teil, bei denen sie in 15:40,37 min auf Rang vier gelangte.
2017 und 2018 wurde Nabeshima japanische Meisterin über 5000 Meter sowie 2019 auch über 10.000 Meter. Sie absolvierte ein Studium am National Institute of Fitness and Sports in Kanoya.

## Bestleistungen
- 3000 Meter: 8:48,21 min, 21. Juli 2018 in London
- 5000 Meter: 15:10,91 min, 26. Mai 2018 in Eugene
- 10.000 Meter: 31:28,81 min, 8. Dezember 2018 in Yamaguchi